# Avant-garde (marxisme)
Pour les articles homonymes, voir Avant-garde.
 (mars 2016).
Si vous disposez d'ouvrages ou d'articles de référence ou si vous connaissez des sites web de qualité traitant du thème abordé ici, merci de compléter l'article en donnant les références utiles à sa vérifiabilité et en les liant à la section « Notes et références ».
Dans la théorie marxiste, l'avant-garde est la fraction la plus consciente et la plus politisée du prolétariat ; les organisations dites avant-gardistes militent pour tirer la classe ouvrière vers une politique révolutionnaire et prendre le pouvoir politique.
En théorie, l'avant-garde ne vise pas à être un organisme distinct de la classe ouvrière qui tente de se placer au centre du mouvement et l'orienter dans une direction conforme à sa propre idéologie. Il est plutôt destiné à être une partie organique de la classe ouvrière qui amène la conscience de classe, puis, la conscience révolutionnaire.

## Fondements
Pour des articles plus généraux, voir Socialisme, Marxisme, Communisme et Léninisme.

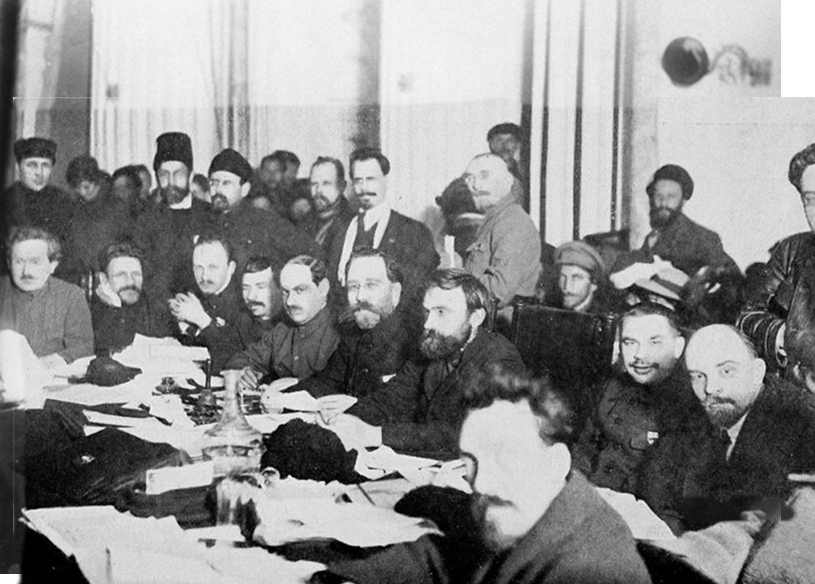
Réunion du Parti bolchévique (Lénine est à droite sur la photographie).

Militant du Parti ouvrier social-démocrate de Russie, Lénine s'emploie dans ses écrits à appliquer la théorie marxiste au contexte russe, et à déterminer la manière la plus adaptée de faire triompher la révolution dans ce pays essentiellement rural, gouverné de manière autocratique. Lénine juge que la Russie, pays européen dans son modèle économique, demeure plongée dans l'« asiatisme » - synonyme, dans son vocabulaire, de despotisme et d'arriération - sur le plan politique. Le développement du capitalisme est dès lors entravé en Russie par les structures sociales, qui s'apparentent à un système de castes : il appartient aux révolutionnaires de donner l'impulsion historique décisive qui anéantira les « institutions surannées qui entravent le développement du capitalisme », la Russie devant rattraper son retard en la matière avant de passer au socialisme. Du fait du contexte particulier du pays, l'évolution ne saurait être spontanée : dans la brochure Que faire ?, qu'il publie en 1902, Lénine plaide pour une révolution qui serait organisée par des « professionnels » qui constitueraient l'« avant-garde » de la classe ouvrière et seraient, en Russie, les porteurs de la conscience de classe et de la théorie révolutionnaire, dont les ouvriers n'ont pas un sens inné. Le contexte social et politique de l'Empire russe empêchant le développement de la lutte des classes, il appartient dès lors au Parti de la créer : la bourgeoisie n'existant pas en Russie au sens occidental du terme, il appartient au Parti des « révolutionnaires professionnels » de se substituer à elle pour tenir un rôle d'accélérateur de l'Histoire. Dès lors, le Parti n'est plus un produit de la lutte des classes : c'est lui, au contraire, qui la produit, en permettant aux intellectuels porteurs de la conscience de fusionner avec le mouvement ouvrier et de lui apporter le savoir.
En matière d'organisation, Lénine prône l'« unité de la volonté », soit l'adoption, par l'avant-garde révolutionnaire que constitue le parti, d'une volonté unique, qui doit devenir la « volonté de la classe » : l'efficacité, qui doit être la raison d'être de l'organisation, a pour condition la disparition des volontés individuelles au profit de la volonté unie du parti. Lénine, qui prône un mouvement politique strictement hiérarchisé et fonctionnant selon les principes de la division du travail, multiplie dans ses écrits les métaphores comparant le parti à une usine, à une armée ou à un orchestre. Lénine s'est inspirée du mode d'organisation de la social-démocratie allemande, où l'opinion de la majorité du congrès est fixée dans des résolutions qui sont la règle à laquelle doivent se conformer en pratique les membres du Parti jusqu'à ce que, par suite de la discussion, l'opinion générale soit modifiée. Le centralisme démocratique, tel que le théorise Lénine, repose sur un double principe : en premier lieu, l'élection de chaque niveau de l'organisation par le niveau inférieur ; en second lieu, la stricte obéissance de chaque niveau par le niveau inférieur et l'application unanime des décisions dans l'action. Dans un contexte où l'organisation révolutionnaire russe est à la fois faible, en partie clandestine et disséminée par l'émigration, Lénine souhaite qu'elle puisse se donner les moyens du combat via la discipline interne, en élaborant un mode d'organisation qui élabore un minimum d'efficacité et de cohérence.
Lénine définit la dictature du prolétariat comme « un pouvoir conquis par la violence que le prolétariat exerce, par l'intermédiaire du parti, sur la bourgeoisie et qui n'est lié par aucune loi. ». Chez Lénine, le concept de « dictature du prolétariat » joue un rôle central : « L'essentiel dans la doctrine de Marx, c'est la lutte des classes. C'est ce qu'on dit et c'est ce qu'on écrit très souvent. Mais c'est inexact. Et, de cette inexactitude, résultent couramment des déformations opportunistes du marxisme, des falsifications tendant à la rendre acceptable pour la bourgeoisie. Car la doctrine de la lutte des classes a été créée non par Marx, mais par la bourgeoisie avant Marx ; et elle est, d'une façon générale, acceptable pour la bourgeoisie... Celui-là seul est un marxiste qui étend la reconnaissance de la lutte des classes jusqu'à la reconnaissance de la dictature du prolétariat. C'est ce qui distingue foncièrement le marxiste du vulgaire petit (et aussi du grand) bourgeois. C'est avec cette pierre de touche qu'il faut éprouver la compréhension et la reconnaissance effective du marxisme ».

## Parti politique
- Si vous ne connaissez pas le sujet, laissez ce bandeau (vous pouvez alors contacter les auteurs).
- Si vous supprimez le contenu mis en cause (vous pouvez préalablement contacter les auteurs),

argumentez précisément cette suppression dans la page de discussion
(un manque de référence n'est pas un argument ; une recherche réelle de référence doit avoir été effectuée, être formellement documentée).
Un parti d'avant-garde est un parti politique à l'avant d'un mouvement politique de masse et d'une révolution. Dans la praxis de la science politique, le concept du parti avant-gardiste, composée de révolutionnaires professionnels, a d'abord été incarné par le Parti bolchevik forgé durant la révolution russe. Lénine, le premier chef des bolcheviks, a inventé le terme de parti d'avant-garde, et a fait valoir qu'un tel parti était nécessaire afin d'assurer le leadership qui pousserait le prolétariat à la révolution communiste. Par conséquent, le parti d'avant-garde est le plus souvent associé à léninisme. Toutefois, des concepts similaires (sous des noms différents) sont également présents dans d'autres idéologies révolutionnaires :
Friedrich Engels et Karl Marx ont présenté le concept du parti comme le seul qualifié pour diriger politiquement le prolétariat dans la révolution. Dans le Manifeste communiste (1848), ils ont écrit :
« Pratiquement, les communistes sont donc la fraction la plus résolue des partis ouvriers de tous les pays, la fraction qui stimule toutes les autres; théoriquement, ils ont sur le reste du prolétariat l'avantage d'une intelligence claire des conditions, de la marche et des fins générales du mouvement prolétarien. Le but immédiat des communistes est le même que celui de tous les partis ouvriers : constitution des prolétaires en classe, renversement de la domination bourgeoise, conquête du pouvoir politique par le prolétariat. »
Selon Lénine, le but du parti d'avant-garde est d'établir la dictature du prolétariat; soutenu par la classe ouvrière. Le prolétariat usurpe la bourgeoisie comme classe dirigeante, rend possible le développement complet du socialisme. En Russie, au début du xxe siècle, Lénine a fait valoir que le parti d'avant-garde serait de mener la révolution, à déposer le tsarisme, et à transférer le pouvoir gouvernementale à la classe ouvrière. Dans la brochure Que Faire ? (1902), Lénine a dit qu'un parti d'avant-garde, en recrutant principalement dans la classe ouvrière, devrait conduire la campagne politique, car c'est le seul moyen pour le prolétariat de réaliser avec succès une révolution communiste; contrairement à la campagne des économistes de la lutte syndicale préconisée par d'autres partis politiques socialistes et plus tard par les anarcho-syndicalistes. Comme Karl Marx, Lénine distingue entre les deux aspects d'une révolution, la campagne économique (grèves pour l'augmentation des salaires et des concessions de travail par exemple), qui lui est pluraliste; et la campagne politique (transformation socialiste de la société), qui la direction révolutionnaire décisive sera mener par le parti d'avant-garde bolchevique.

### Léninisme
Comme il a arpenté le milieu européen dans les années 1890, Lénine a trouvé plusieurs problèmes théoriques au marxisme de la fin du XIXe siècle. Contrairement à ce que Karl Marx avait prédit, le capitalisme est devenu plus puissant dans le dernier tiers du XIXe siècle. En Europe occidentale, la classe ouvrière était devenue plus pauvre. Par conséquent, les travailleurs et leurs syndicats, même en ayant continué à militer pour de meilleurs salaires et de meilleures conditions de travail, n'avaient pas réussi à développer une conscience de classe, comme l'avait prédit Marx. Pour expliquer l'absence de développement de la conscience politique, Lénine a dit que la division du travail empêche l'émergence d'un prolétariat conscient, en raison des journées de travail de dix à douze heures, et avait donc pas le temps d'apprendre et d'appliquer les complexités philosophiques de la théorie marxiste. Enfin, en essayant de réaliser la révolution dans la Russie impériale (1721-1917), Lénine fait face au problème d'un régime autocratique qui avait interdit presque toute activité politique. Bien que l'autocratie tsariste ne pouvait pas appliquer une interdiction sur les idées politiques, jusqu'en 1905.
Pour contrer de telles conditions politiques, Lénine a dit qu'une organisation révolutionnaire professionnelle était nécessaire pour organiser et diriger les travailleurs les plus conscients de la classe ouvrière en un mouvement politique cohérent. À propos de la lutte des classes en Russie, dans sa brochure Que Faire ?, il réfute la tendance « économiste » des partis socialistes (qui ont proposé que la classe ouvrière développe une conscience révolutionnaire pour exiger des améliorations purement économiques). Quand le leadership syndical est sous le réformisme, selon Lénine, la classe ouvrière ne peut engager des grèves locales spontanées pour améliorer leur position politique au sein du système capitaliste, et que la conscience révolutionnaire se développe de manière inégale. Néanmoins, il est optimiste quant à la capacité de la classe ouvrière de développer la conscience de classe puis la conscience révolutionnaire, Lénine a dit que l'élément manquant pour une escalade de la lutte de classe à la révolution était une organisation politique qui pourrait se rapporter à l'avant-garde politique de la classe ouvrière, qui ensuite attirerait de nombreux travailleurs.
On croit souvent que Lénine pensait que les porteurs de la conscience de classe étaient des intellectuels qui ont vocation à conspirer contre le système capitaliste, éduquer le prolétariat à la théorie révolutionnaire, et de préparer les travailleurs pour la révolution prolétarienne et la dictature du prolétariat que suivrait. Pourtant, contrairement à ses rivaux mencheviks, Lénine se distingua par son hostilité envers les intellectuels bourgeois, et a été régulièrement critiqué pour placer trop de confiance dans la capacité intellectuelle de la classe ouvrière à transformer la société par le biais de ses propres luttes politiques.
Contre la répression tsariste, Lénine a plaidé pour la nécessité de limiter l'adhésion à des gens qui ont été formés professionnellement pour lutter contre l'Okhrana ; cependant, à sa base, le parti bolchevique était une organisation extrêmement flexible qui s'adaptait à l'évolution politique du contexte. Après la révolution de 1905, Lénine a proposé que le Parti bolchevique « ouvre ses portes» à la classe ouvrière militante, pour que le Parti devienne parti politique de masses avec de véritables racines dans la classe ouvrière.